# Carte Dufour
 (août 2016).

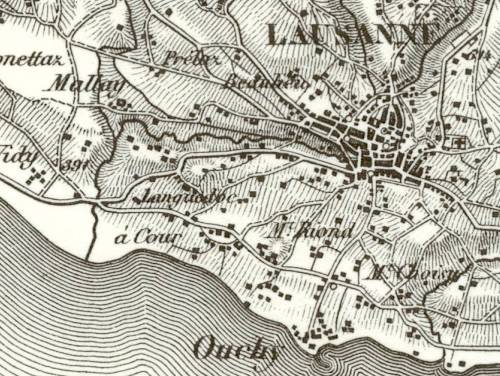
Extrait de carte Dufour pour la région de Lausanne.

La carte Dufour (nom officiel en allemand, Topographische Karte der Schweiz) est le nom donné à un atlas au 1:100 000 du territoire suisse basé pour la première fois sur des mesures géométriques précises. Sa réalisation a débuté dans la première partie du XIXe siècle.

## Historique

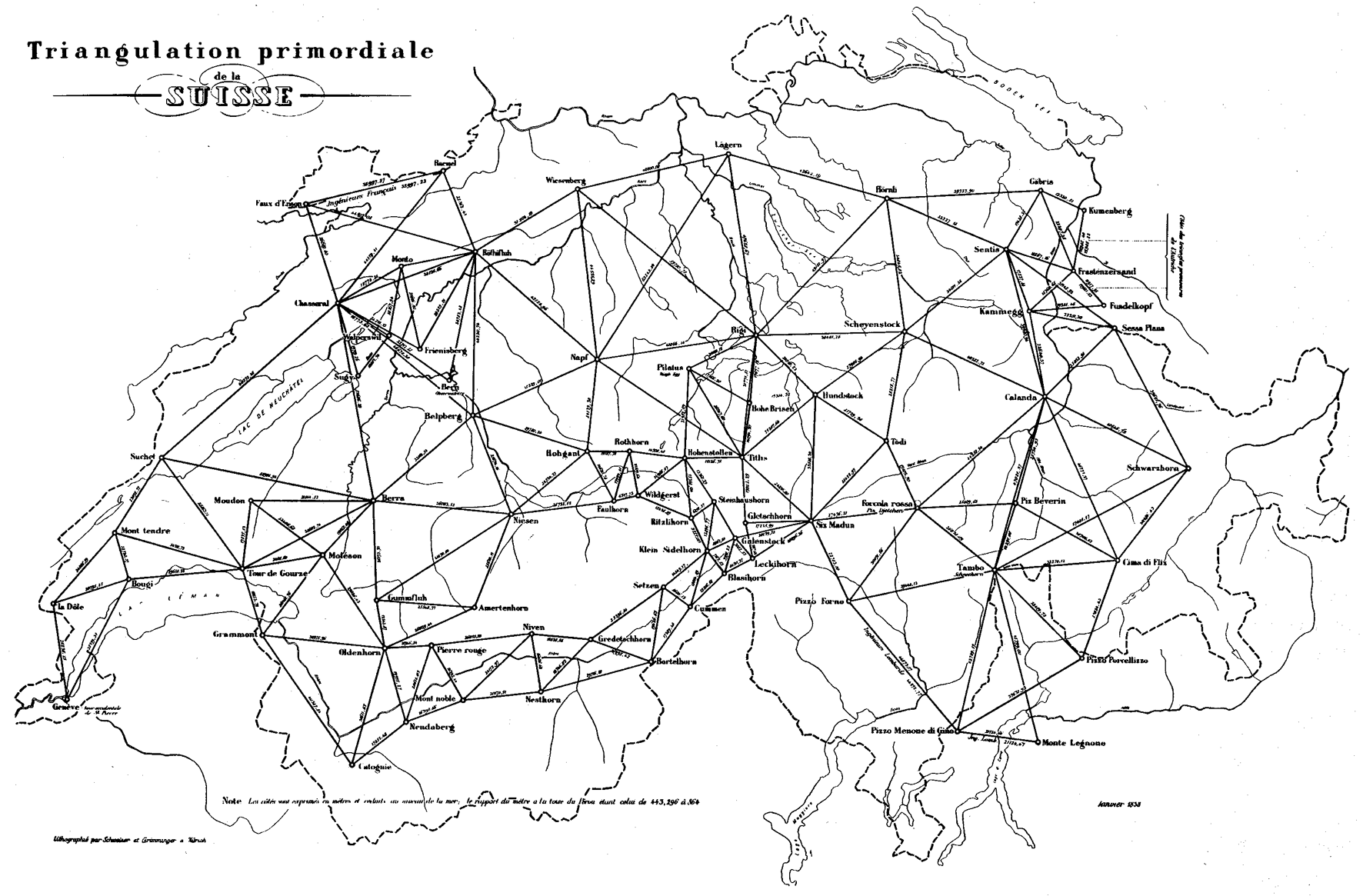
Triangulation primordiale de la Suisse (1826-1837).

Après la réunion des cantons de Neuchâtel, du Valais et de Genève à la Suisse en 1815, Guillaume Henri Dufour publie la première carte officielle de la Suisse pour laquelle le mètre est adopté comme unité de longueur,. Il fonde en 1838 à Carouge un bureau topographique (futur Office fédéral de topographie) et dirige la publication de la première carte officielle de la Suisse entre 1845 et 1864 établie sur la base de nouvelles mensuration cantonales,. Un officier franco-suisse, Louis Napoléon Bonaparte assiste à la mesure d’une base près de Zurich pour la carte Dufour qui gagnera la médaille d’or à l’Exposition Universelle de 1855,. Les bases de la triangulation de cette carte sont mesurées en 1834 au moyen de règles de trois toises de longueur étalonnées sur la toise de Repsold (égale à la toise fabriquée en 1821 par Jean-Nicolas Fortin pour Friedrich Georg Wilhelm von Struve),.
Le projet, qui comportait 25 planches d'environ 70 x 48 cm, fut réalisé entre 1845 et décembre 1864 par le général suisse Guillaume Henri Dufour, également topographe. La projection utilisée était une projection conique équivalente. Le point de référence pour l'altitude n'était pas les pierres du Niton, mais le Chasseral, dont l'altitude à l'époque était estimée à 1 609,57 mètres.
Les travaux de Dufour permirent à la Confédération de disposer d'un outil précieux pour son armée et son administration. Certains relevés furent effectués par les cantons, mais la Confédération apporta sa contribution pour établir des données dans les zones montagneuses et difficiles d'accès. Ces mesures eurent lieu durant l'année 1818, puis sur une période comprise entre 1836 et 1862. Les levés originaux ont été effectués aux échelles de 1:25 000 en plaine et 1:50 000 en montagne. Elle a été publiée à l'échelle de 1:100 000. Le relief et les différences d'altitude sur les cartes de Dufour étaient essentiellement symbolisés par des hachures.
La carte fut reproduite grâce à des gravures sur cuivre, initialement par impression en creux puis à plat (dès 1905). Au départ monochrome, la carte a été améliorée par l'ajout d'une couleur en 1908 puis d'une autre en 1938. La dernière mise à jour de la carte eut lieu en 1939.

### Intérêt historique de la carte Dufour
La Commission géodésique suisse est créée durant la publication de la carte Dufour et ses premiers travaux contribueront à la conception de l'Atlas topographique de la Suisse. En 1861, Johan Jacob Baeyer propose la création de l'Association pour la mesure des degrés en Europe centrale dont l'objectif est une nouvelle détermination des anomalies de la forme de la Terre au moyen de triangulations géodésiques précises, combinées à des mesures de la gravitation. Il s’agit de déterminer le géoïde au moyen de mesures gravimétriques et de nivellement, afin d’en déduire la connaissance exacte du sphéroïde terrestre tout en prenant en compte les variations locales. Le 7 juillet 1861, la délégation de Prusse à Berne soumet le projet de Baeyer au Conseil fédéral. Le Département fédéral de l’Intérieur le soumet à Guillaume Henri Dufour, chef du bureau topographique fédéral. Lors de la session de la Société helvétique des sciences naturelles de 1861 à Lausanne, le projet discuté par la section de physique de la Société est vivement appuyé par Élie Ritter et par Adolphe Hirsch. Sur leur proposition, la Société décide de donner un préavis favorable à l’accession de la Suisse à l’Association pour la mesure des degrés en Europe centrale et de constituer la Commission géodésique suisse. Ses membres fondateurs sont Rudolf Wolf, président (Zurich), Guillaume Henri Dufour, président d’honneur et Élie Ritter, bientôt remplacé par Émile Plantamour (Genève), Adolphe Hirsch (Neuchâtel) et Hans Heinrich Denzler (Berne).
La carte Dufour permet d'avoir une idée précise de la géographie suisse de la première moitié du XIXe siècle au début du XXe siècle. On y aperçoit des villages aujourd'hui disparus, des glaciers qui ont reculé ou encore des noms de montagne qui ont changé depuis cette époque. Les différentes éditions de la carte Dufour permettent également d'avoir un aperçu fiable de l'évolution démographique de la Suisse, de l'extension des agglomérations et des changements significatifs sur le territoire comme l'endiguement des rivières, la construction des routes et le développement du réseau ferroviaire.